# پف فیل
پف فیل بوداده دانهٔ نوعی ذرت خشک است.

### دگرنام‌ها
- ذرت‌پفکی[۱]
- ذرت‌بوداده (بیشترین کاربری)
- پفیلا (نمانام ثبت شده شرکت حجیم دانه میهن)
- پاپ کورن
- نقل پیرزن
- چسترفیلد
- چسفیل

## روش بودادن
حرارت باعث تبخیر شدن آب موجود درون دانه ذرت می‌شود تا حدی که فشار بالای بخار آب، جدار دانهٔ ذرت را می‌شکند و باعث ایجاد صدا می‌شود.
دانه ذرت بو داده حاوی پوستهٔ سختی است که شامل درون‌دانه نشاسته‌ای با رطوبت ۱۴ تا ۲۰٪ است که با گرم‌شدن هسته به بخار تبدیل می‌شود. فشار بخار تا زمانی که بدنه شکاف بردارد ادامه می‌یابد و در عین‌حال، به هسته اجازه می‌دهد تا به شدت منبسط شود. این فرایند باعث می‌شود که هسته به میزان ۲۰ تا ۵۰ برابر حجم اولیه خود رسیده و سپس سرد شود.

## تاریخچه

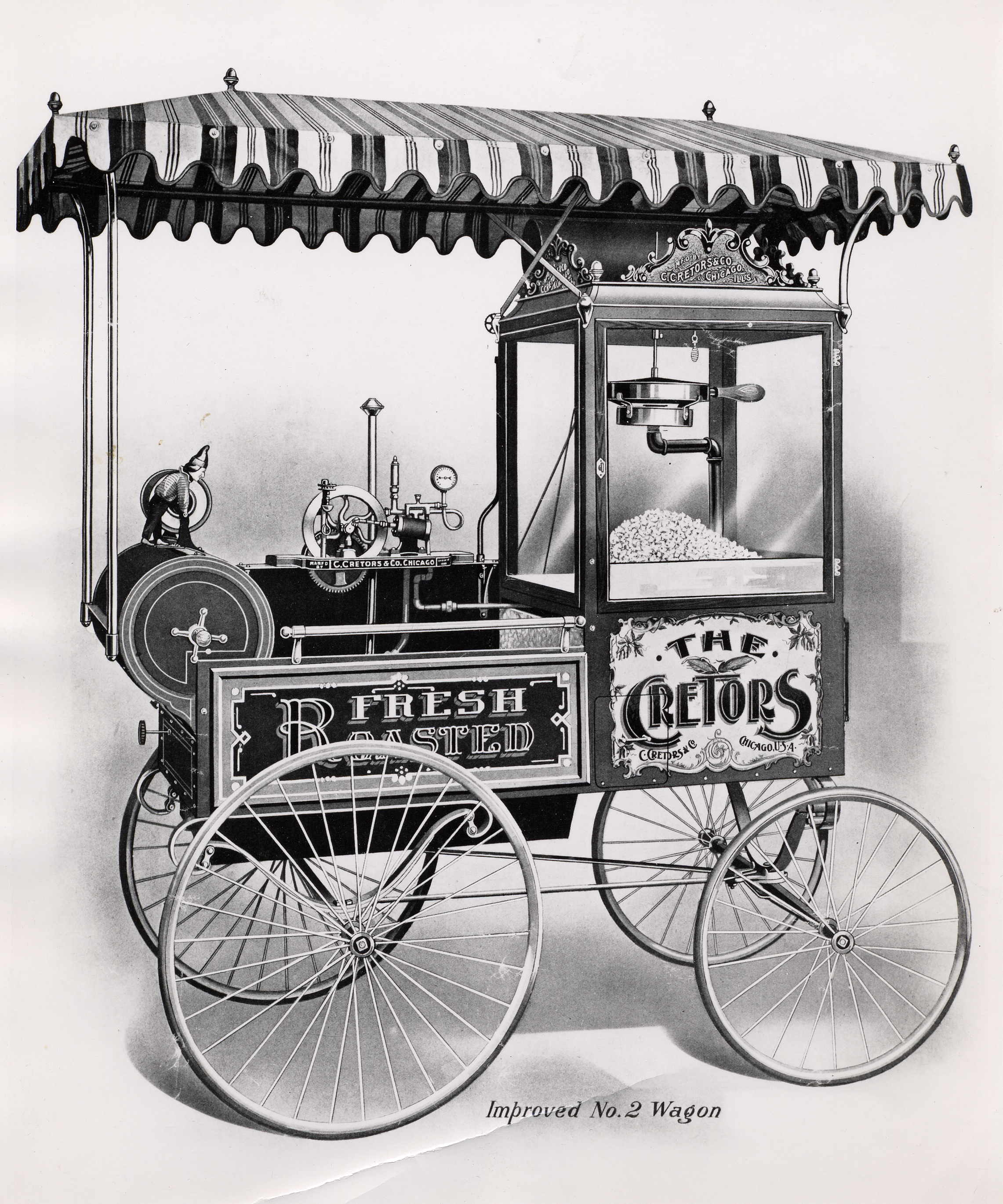
دستگاه پاپ کورن ساز روی گاری در سال ۱۸۸۰ توسط چارلز کریترز در شیکاگو

ذرت از حدود ۱۰۰۰۰ سال پیش و در کشور مکزیک به صورت اهلی کشت شد. باستان‌شناسان کشف کردند که مردم از هزاران سال پیش پاپ‌کورن را می‌شناختند. شواهد فسیلی از کشور پرو نشان می‌دهد که ذرت در ۴۷۰۰ سال پیش از میلاد بو داده و فرآوری می‌گردیده است. در طول قرن ۱۹، پختن و بو دادن هسته‌ها با دست و روی اجاق انجام می‌شد. اصطلاح ذرت پخته‌شده برای اولین مرتبه توسط بروسلی روی شائوکان در فرهنگ لغت آمریکایی‌ها اثر جان راسل بارتلت و در سال ۱۸۴۸ ثبت گردید. در دهه ۱۸۸۰، چارلز کریترز در شیکاگو ایالات متحده، نوعی گاری‌های خیابانی را مجهز به پاپ‌کورن سازهای بخارپز کرد و شروع به فروش ذرت بوداده نمود.

در دوران رکود بزرگ، پاپ کورن نسبتاً ارزان بود و هر کیسه آن ۵ تا ۱۰ سنت بود و از این رو بسیار محبوب شد؛ بنابراین، در حالی که سایر مشاغل شکست خوردند، تجارت پاپ کورن رونق گرفت و به منبع درآمد بسیاری از کشاورزان و کارآفرینان در حال مبارزه، تبدیل شد از جمله خانواده ریدن بیکرز، که برند پاپ کورن Orville Redenbacher را ثبت کردند.